# Nijrab (distrikt)
Nijrab är ett distrikt i Afghanistan. Det ligger i provinsen Kapisa, i den nordöstra delen av landet, 70 km nordost om huvudstaden Kabul. Administrativ huvudort är Nijrab.
Distriktet beräknades år 2022 ha cirka 131 000 invånare.